# ريفولوت
ريفولوت شركة تكنولوجيا مالية تقدم خدمات بنكية. يقع مقر الشركة في لندن، المملكة المتحدة، وقد أسسها نيكولاي سترونوسكي وفلاد يتسنكو عام 2015. تقدم الشركة حسابات توفر صرف العملات، وبطاقات الائتمان، وبطاقات افتراضية، وأبل باي، و«خزانات» تدرّ الربح، وتجارة أسهم من دون عمولة، وتجارة بالعملات الرقمية والسلع وخدمات أخرى. توسعت ريفولت إلى أسواق جديدة منها اليابان، ووسعت طاقمها العامل من 1500 إلى 5000. في عام 2020، بلغت الشركة الربح، وأصبحت قيمتها 4.2 جنيه إسترليني لتصبح أكبر شركات التقانة المالية من حيث القيمة السوقية. في يناير 2021، تقدمت الشركة لرخصة مصرفية من المملكة المتحدة. ثم جرت دور تمويل بقيمة 800 مليون دولار في يناير 2021، وزادت قيمة الشركة إلى 33 مليار دولار، وهو ما جعلها أكبر شركة تقنية صاعدة من حيث القيمة السوقية في تاريخ المملكة المتحدة.

## التاريخ
أسس نيكولاي سترونوسكي وفلان يتسنكو شركة ريفولت في 1 يوليو 2015. كان مقر الشركة أولًا في لفل 39، وهي حاضنة للتقانة المالية في كاناري وورف، في لندن.
في 26 أبريل 2018، أعلنت الشركة أنها تموّلت بمقدار 250 مليون دولار في جولة تمويل أخرى قادتها دي إس تي غلوبال من هونغ كونغ، وهو ما جعل القيمة السوقية الإجمالي للشركة 1.8 مليار دولار، ومن هنا أصبحت شركة وحيدة القرن. دي إس تي غلوبال شركة أسسها يوري ملنر، الذي كان يدعمه الكرملن في استثماراته السابقة.
في ديسمبر 2018، حصلت ريفولت على رخصة بنك متحدٍّ من البنك المركزي الأوروبي، سهلها لها بنك ليتوانيا، وأصبحت بذلك قادرة على قبول الإيداعات وتقديم الائتمانات للمستهلكين، على أنها لا تقدم خدمات استثمارية. في الوقت نفسه، أصدر بتك ليتوانيا رخصة مؤسسة مالية إلكترونية.
في مارس 2019، استقال المسؤول المالي الأكبر في الشركة بيتر هغنز. ذكرت تك كرنش أنه استقال بعد اتهامات بعثرات قانونية، ولكن ريفولت نفت أن يكون ترك العمل فيها لهذه الأسباب.
في يوليو 2019، أطلقت ريفولت سوق تجارة أسهم صفريّ العمولة في بورصة نيويورك وناسداك، لزبائنها في الباقة المعدنية. ثم أصبحت هذه الخدمة متاحة لكل المستخدمين.
في أغسطس 2019، أعلنت الشركة عدة توظيفات لأناس لهم خبرة بالمصرفية التقليدية، منهم وولفغانغ باردورف، الذي كان المدير التنفيذي لغولمان ساكس والرئيس العالمي لنماذج السيولة ومناهجها في بنك دويتشه، وفيليب دويل، الذي كان رئيس قسم الجريمة المالية في كلير بانك ومدير منع الاحتيال في فيزا، وستيفان ويل، الذي كان نائب رئيس قسم المالية في إن26 ومدير مالية الشركة في كريديت سويس.
في أكتوبر 2019، أعلنت الشركة عن صفقة عالمية مع فيزا، ستتوسع بعدها إلى 24 سوقًا جديدًا وتوظّف 3,500 شاغرًا إضافيًّا.
في فبراير 2020، أكملت ريفولت جولة تمويل ضاعفت قيمتها ثلاثة أضعاف، وجعلتها بقيمة 4.2 جنيه إسترليني لتصبح أكبر شركة تقانة مالية صاعدة من حيث القيمة السوقية في المملكة المتحدة.
في أغسطس 2020، أطلقت ريفولت تطبيقها المالي في اليابان.
في نوفمبر 2020، أصبحت ريفولت شركة رابحة.
في يناير 2021، أعلنت الشركة أنها تقدمت الشركة لرخصة مصرفية من المملكة المتحدة. في مارس 2021، تقدمت ريفولت لرخصة بنك في الولايات المتحدة عبر تطبيقات مع شركة تأمين الودائع الفدرالية وقسم كاليفورنيا للحماية المالية.

## المؤسس
نيكولاي ستورونسكي هو مؤسس ريفولت ومديرها التنفيذي. وهو رائد أعمال بريطاني روسي. درس نيكولاي درجة الماستر في الفيزياء في معهد موسكو للفيزياء والتكنولوجيا، وفي ذلك الوقت أصبح بطل السباحة في روسيا. أكمل ستورونسكي درجات ماجستير مستقلة في الاقتصاد في المدرسة الاقتصادية الجديدة في موسكو. قبل تأسيس ريفولت، كان ستورونسكي تاجرًا في كريديت سويس وليهمان برذرز. إلى جانب رائد الأعمال الأوكراني فلاد يتسنكو، المطور السابق في كريديت سويس ودويشته بانك، أقام ستورونسكي ريفولت وموّلها بثلاثة ملايين ونصف مليون دولار أمريكي، وقال في مقابلة مع فوربس:
فكرت في هذا المشروع قبل ثلاث سنوات. وسافرت كثيرًا وأهدرت مئات الجنيهات في رسوم الحوالات الأجنبية وعمولات أسواق البورصة، ولم أكن أرى هذا الأمر صالحًا. ولأني صاحب خلفية مالية، كنت أعرف تمامًا الرسوم التي يجب أن أحصل عليها. لذلك، حاولت أن أجد بطاقة متعددة العملات وأُخبرت بعد ذلك أن هذا الأمر غير ممكن. ولكن، لم يكن لي بدّ من العمل عليه.
كان أبوه نيكولاي ميرونوفتش ستورونسكي نائب المدير العام للعلوم في شركة غازبروم برومغاز منذ 2017، وكان النائب الأول للمدير العام في غازبروم برومغاز العامة.

## الخدمات

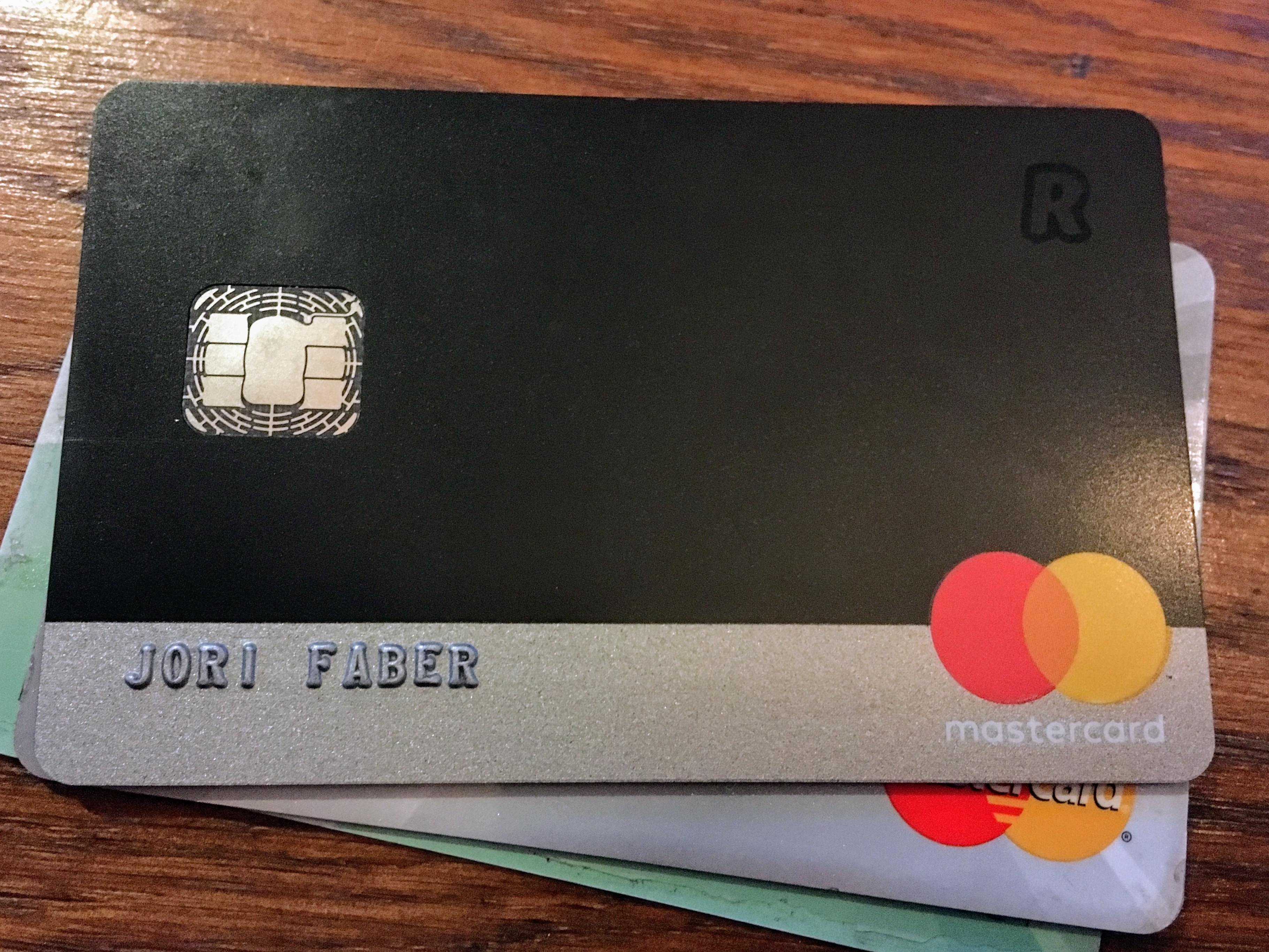
بطاقة ريفولوت

تقدم ريفولت خدمات بنكية تشمل حسابات مصرفية للجنيه الإسترليني واليورو، وبطاقات الائتمان وصرف العملات من دون رسوم، وتجارة الأسهم، وتجارة العملات الرقمية، والمدفوعات من نظير إلى نظير. يدعم تطبيق ريفولت على الجوال أيضًا استهلاك والسحب من الصرّافات الآلية بمئة وعشرين عملة، وإرسال 29 عملة مباشرة من التطبيق. تتعرض المدفوعات في أيام نهاية الأسبوع إلى رسوم بقيمة تتراوح بين 0.5% و2%، للحماية من تقلبات أسعار الصرف.
تقدم ريفولت أيضًا لزبائنا الوصول إلى عملات رقمية مثل بتكوين وإثيريوم ولايتكوين وبتكوين كاش وإك آر بي، إذ يمكن شراؤها بأكثر من 25 عملة حكومية. تُدفع لذلك رسوم بقيمة 1.5%، للبيع أو الشراء. لا يمكن إيداع العملات الرقمية أو استهلاكها، ولكن يمكن تحويلها إلى عملات حكومية في داخل ريفولت. إلى جانب ذلك، تتعامل ريفولت مع بنك نيويورك التجاري الحاضري، الذي لا يسمح بتحويل العملات الحكومية من أسواق العملات الرقمية أو إليها.
تقدم ريفولت أيضًا خدمة تجارة الأسهم، إذ يمكن الوصول إلى طيف من أسهم الولايات المتحدة وبيع الحصص الجزئية وشراؤها. لا يمكن إرسال الأسهم المشتراة في التطبيق إلى وسيط آخر، بل يجب بيعها (تحويلها إلى نقد)، ثم يمكن سحبها.

## خلافات

### إيقاف حسابات آليًّا
تستعمل ريفولت، مثل المؤسسات المالية التقليدية، خوارزميات لتحديد الأنشطة الجنائية مثل غسل الأموال والاحتيال وفير ذلك، ولكنها تختلف عن بقية البنوك في أن خوارزمياتها توقف الحسابات أوتوماتيكيا. تقول ريفولت إن «النظام مبرمَج ليقفل الحساب مؤقتًا ويضعه في صفّ، حتى يراجع واحد من عملاء الامتثال للقانون الحالة».
تزايدت التقارير عن إيقاف خوارزميات ريفولت لعدد متزايد من الحسابات بالخطأ، لأسابيع أو أشهر، لأن ريفولت ليس عندها عملاء كافون لمراجعة الإيقافات التلقائية، هذا وريفولت لا تدفع ربحًا للميزانيات الكبيرة الموقَفة، ولكنها يمكن أن تكسب ربحًا على البيع بالجملة في أسواق المال. يحظَر أصحاب الحسابات الموقَفة من التواصل مع قناة الدعم المعتادة، ويتلقّون بدلًا من ذلك إجابات مؤتمتة من بوت. ذكرت الديلي تلغراف أن ريفولت أوقفت حسابًا فيه 90 ألف جنيه إسترليني أكثر من شهرين، وأن زبونًا آخر سافر 500 ميل من أوفرين في فرنسا إلى مقر ريفولت في لندن في محاولة أخفقت بعد ذلك لاستعادة 15 ألف جنيه إسترليني في حساب جمدته ريفولت بطريقة مشابهة، من دون ذكر أي حكم. في حالة أخرى ذكرتها ذا تايمز، أوقفت ريفولت حسابًا ثم أغلقته، يحوي هذا الحساب 300 ألف يورو لشركة بريوريتي إنيرجي، وهي مؤسسة «تساعد الأسر ذات الدخل المنخفض على عزل منازلها، بموجب مبادرة حكومية»، وهو ما منع الشركة من الدفع للعاملين فيها.
ذكر موقع فينيوز.كوم، أن منتديات ريفولت العامة على الإنترنت فيها نحو 500 شكوى من زبائن أُقفلت حساباتهم، ولم يردّ عليهم أحد من فريق دعم ريفولت. يشتكي زبائن كثيرون في كل سلسلة منشورات في المنتدى من فقدانهم الكامل للوصول إلى أموالهم. ذكر فينيوز أيضًا أن ريفولت طلبت من عميلة أن تقدم إليها بيانها الضريبي، ثم البيانات الضريبية للناس الذين أرسلوا إليها مقادير صغيرة من المال، وحين لم تستطع تقديم البيانات الضريبية لهذه الأطراف الثالثة، حظرت ريفولت حسابها من دون تقديم المعلومات الواجب تقديمها.

### ممارسات التوظيف
في مارس 2019، نشرت وايرد فضيحة لممارسات الشركة في التوظيف وثقافة العمل فيها. ورد في الفضيحة أن الشركة فيها عمل غير مدفوع، وتدوير كبير للعاملين، وأمرٌ لهم أن يعملوا في نهاية الأسبوع ليبلغوا معايير الأداء. ذكرت مقالة لاحقة في ديسمبر 2019 وردت في سفتد، أن ريفولت تقييمها أعلى من نظرائها في غلاسدور.

في يونيو 2020، نشرت وايرد فضيحة أخرى لطرد ريفولت لموظفيها أيام جائحة كوفيد 19، وفيها أُعطي الموظفون، لا سيما في كراكو، الخيار بين إنهاء عملهم لسوء أدائهم أو إجراء اتفاق بالتراضي ليتركوا الشركة طوعًا، كان ذلك بهدف إنقاص عدد الزيادات الذي أعلنته ريفولت (62). ذكر التقرير أن «موظفي ريفولت الحاليين والسابقين قالوا إن الطاقَم كان يُكرَه على قبول إيقاف العمل، مع أن الشركة ليس لها أساس قانوني للطرد»، وأن العاملين في بورتو ضُغط عليهم ليقبلوا تضحية برواتبهم من أجل أن يُبقوا على أعمالهم. يقول وايرد، إنه في رسالة إلى فريق الدعم على سلاك بعد إعلان نظام التضحية بالراتب، قال إنا غرينوفا رئيس فريق الدعم مشجّعًا للعمّال على التضحية:
«إلى الآن، تقريبًا 20% من موظفينا حول العالم قدموا تضحياتهم. في فريق الدعم لم يقدم إلا 44 (من أصل 495) وهو عدد صغير جدًّا. هدفنا هو استعمال نظام الضمان الاجتماعي بديلًا للحاجة إلى موظفين زائدين، وأن نقلل التكاليف أكثر. لذا، فإن نجاح نظام الضمان الاجتماعي يعتمد علينا جميعًا. إذا لم نجمع عددًا كافيًا، سنضطر آسفين إلى خطوات أخرى، نحاول أن نتجنبها. إن الأثر الإيجابي لنظام الضمان الاجتماعي لا يتحقق إلا عندما نعمل معًا»